# Ahmad ibn Muhammad al-Razi
Áhmad ibn Muhámmad al-Razi (en árabe: احمد ابن محمد الرازي‎), conocido como al-Tariji (el Cronista) o, para los historiadores cristianos, el moro Rasis (Córdoba, 887-955), fue un historiador andalusí que desarrolló su labor literaria en tiempos del califa Abderramán III.

## Biografía
Hijo del mercader Muhammad ibn Musa al-Razi, oriundo de la región de Rayy, Persia, que se estableció en la Córdoba de los Omeyas hacia el año 865 (250 h.). Rasis adquirió un gran saber, según Ibn al-Faradi, de sus maestros Ahmâd ibn Jalid y Qâsim ibn Azbag, entre otros, y fue tenido en su época como el más prestigioso de los historiadores andalusíes. Se sabe que enseñó en Córdoba, Sevilla y otras ciudades.

## Obra
A Rasis se le atribuyen varias obras sobre la historia y la geografía de Al-Ándalus, entre las que destacan una descripción topográfica de la ciudad de Córdoba y Alistiyab, un libro que refiere las genealogías de andalusíes célebres en cinco volúmenes. Pero es recordado sobre todo por su Historia de los soberanos de Al-Andalus (Ajbār mulūk Al-Andalus), un relato de la presencia árabe en la península ibérica desde la conquista emprendida por Táriq ibn Ziyad y Musa ibn Nusair hasta el reinado de Abderramán III, octavo emir y primer califa de la dinastía Omeya. Esta obra le hizo muy conocido y citado por los historiadores posteriores, tanto musulmanes (Ibn Hayyan, Ibn Bassam, Al-Humaydi, Ibn Bashkuwal, Ibn al-Abbar, Ibn al-Jatib, Al-Maqqari) como cristianos, que conocieron la obra como la «Crónica del moro Rasis». La composición de esta obra la finalizó su hijo Isa ibn Ahmad al-Razi en Córdoba después del año 977, siendo califa Hisham II. Gracias a los fragmentos transcritos por los historiadores arábigos posteriores como, sobre todo, a su traducción al portugués y castellano, es la única obra de Rasis que se conserva.

### Historia de los soberanos de Al-ÁndalusoCrónica del moro Rasis
El Ajbār mulūk Al-Andalus (Historia de los soberanos de al-Ándalus), principal obra de Al-Razi, constaba en origen de tres partes: una geografía de Al-Ándalus; una historia preislámica de la península ibérica; y un relato del reinado de Rodrigo, conquista musulmana e historia de los emires. Durante la Edad Media los historiadores cristianos hicieron uso frecuente del relato de Razi, al que se referían como la «Crónica del moro Rasis» o de «Rasis moro». Así, es abundantemente citada en el De rebus Hispaniae (1243) del arzobispo de Toledo Rodrigo Jiménez de Rada. A principios del siglo XIV el rey Dionisio I de Portugal encargó una traducción al portugués al clérigo luso Gil Peres (1279–1325). De esta traducción del Rasis mouro se sirvió abundantemente el escritor de la Crónica geral de Espanha de 1344, encargada por el conde de Barcelos, Pedro Alfonso de Portugal, que transcribe pasajes enteros.
La Crónica fue retraducida al castellano en el siglo XV y refundida como introducción a la Crónica sarracina (h. 1430) de Pedro del Corral. Sin embargo, la traducción fue parcial, limitándose únicamente a las secciones que trataban de geografía y de la primitiva historia peninsular. Posteriormente, la traducción original al portugués de Gil Peres se perdió. Hoy día se conservan únicamente tres manuscritos vertidos al castellano en el siglo XVI.
Ya en el siglo XVI se empezó a dudar sobre la autenticidad de la crónica portuguesa, considerándola obra original, que no traducción, de Gil Peres. Durante siglos, eruditos y críticos como Ambrosio de Morales, Gregorio Mayans, Miguel Casiri, José Antonio Conde o Diego Clemencín negaron la autoría arábiga o la composición en fecha tan temprana como el siglo X.
El interés por la crónica era evidente, pues ofrecía el mayor caudal de noticias disponible entonces sobre la época de la invasión y primeros siglos de dominio musulmán en la península. Las investigaciones eruditas sobre la misma tomaron un nuevo rumbo en el siglo XIX gracias al desarrollo de la metodología histórica. En 1850 el arabista Pascual de Gayangos demostró, en una memoria leída ante la Real Academia de la Historia, que, en primer lugar, hubo un historiador cordobés del siglo X llamado Al-Razi y, en segundo lugar, que fue el autor de una descripción geográfica y una historia de la península ibérica. Además, vertió unos fragmentos en castellano en el «Apéndice» a sus Memorias sobre la autenticidad de la Crónica denominada del moro Rasis, que fueron más tarde completados con la ayuda de un manuscrito conservado en la Biblioteca del Real Palacio y estudiado por Pedro José Pidal.
Aunque Gayangos admitió la autenticidad de la descripción geográfica y de la historia musulmana, planteó sus reservas respecto a la autoría de Rasis en la parte dedicada a la historia preislámica, argumentando que se trataba de una compilación de otras fuentes realizada por Gil Pérez. Otros arabistas de su tiempo, como el holandés Reinhart Dozy compartieron esta misma opinión. Fue a principios del siglo XX cuando el filólogo Ramón Menéndez Pidal, no contento con esta valoración, demostró que la parte referente a Rodrigo en la Crónica de 1344 se basaba, efectivamente, en el Rasis de Gil Pérez y que procedía de la historia de al-Razi. Finalmente, el historiador Claudio Sánchez-Albornoz logró probar que Gil Vicente tradujo, efectivamente, la Historia de los reyes de Al-Ándalus de Ahmad al-Razi, dando así validez y autenticidad a todas las partes conservadas, incluida la historia preislámica.
La importancia de la Crónica del moro Rasis ha sido expuesta por Diego Catalán: 

Si las anteriores historias nacionales tenían por sujeto a una gens, es decir, a un pueblo o nación étnicamente homogéneo, la historia de Al-Razi es la primera obra histórica que tiene por objeto el solar español, esto es, el territorio de la península ibérica y la descripción de los distintos pueblos que se asentaron sucesivamente en él hasta llegar a la conquista musulmana. Este modelo, que después sería seguido por la Estoria de España de Alfonso X, es el más admitido hoy día para relatar una historia de una nación o país.